# Закрай (община Толмин)
Вижте пояснителната страница за други значения на Закрай.
Закрай (на словенски: Zakraj) е село в Словения, регион Горишка, община Толмин. Според Националната статистическа служба на Република Словения през 2015 г. селото има 33 жители.